# نيسريات
النيسريات (الاسم العلمي: Neisseriales) هي رتبة من البكتيريا تتبع طائفة متقلبات بيتا.

## التصنيف
- نظيرات النيسرية
  - النيسرية